# Приворотень звичайний
При́воротень звича́йний (Alchemilla vulgaris) — багаторічна трав'яниста рослина родини розові (Rosaceae). Міжнародна назва роду пов'язана з використанням цієї рослини у давні часи алхіміками.
Росте на лугах, у гаях, на межах, пасовищах.

## Таксономія
В таксономії, ботанічний рід приворотень є дуже сплутаний. Деякі ботаніки вважають що типовий вид Alchemilla vulgaris L. названий в 1793 році Карлом Ліннеєм — «приворотень звичайний», в дійсності містив у собі багато інших видів, які тепер визнаються як окремі. Ці ботаніки тепер користуються назвою Alchemilla vulgaris aggr., в розумінні агрегат багатьох інших видів.

## Загальна характеристика
Багаторічна трав'яниста рослина, 10—30 см заввишки. Стебла стеляться, але під час цвітіння дугоподібно піднімаються вгору. Листки нижні на довгих черешках, верхні майже сидячі, молоді дещо зморщені. Верхні листки п'ятилопатеві, нижні семи-, дев'яти лопатеві, лопаті округлі, зарубчасто-пилчасті, з обох боків вкриті волосками.
Квіток багато, вони дуже дрібні, непоказні, зелено-жовті, зібрані у клубочки. На смак рослина іноді гіркувата, здебільшого терпка, виявляє в'яжучу дію, з слабо бальзамічним запахом. Цвіте у травні — жовтні.

## Ареал
Росте по луках, гаях, на межах, узліссях, пасовиськах. Має багато різновидностей. Збирають рослину під час цвітіння.

## Застосовування
Застосовують як в'яжучий, кровоспинний, відхаркувальний засіб, для поліпшення обміну речовин і лікування ран, висипів на тілі. Користуються нею при недокрів'ї, водянці, загальному ослабленні.
Добрі наслідки одержують при лікуванні приворотнем нестравності шлунка, здуття кишечника і в'ялої перистальтики кишок. При катарах дихальних шляхів застосовують як відхаркувальний засіб, який, можливо, полегшує гоєння каверн (діють гіркоти, дубильні речовини, антоксантин, слиз, смоли й органічні кислоти), корисний він при лікуванні білей у жінок, для спринцювання вагіни при надмірних менструаціях, болях у ділянці таза, при дисменореї.

## Вживання
Вживають у вигляді чаю. На 1 склянку окропу беруть 2 столові ложки подрібненої рослини і настоюють 10 хвилин. П'ють 2 склянки на день, ковтками. Сильніше діє відвар 2 столових ложок приворотня у півлітрі червоного виноградного вина. П'ють гарячим 3—5 чарок на день при проносах, кавернах легень (в суміші, порівну, із відваром з гілок чорнобилю й алтейного кореня), при недостатку молока у жінок, які годують груддю, при серцевих болях.
Зовнішньо застосовують при ранах, виразках, білях у жінок і для полоскання рота після видалення зуба. Приготування таке ж, як для вживання всередину. В косметиці водний настій приворотня вживають для обмивання лиця, щоб вивести вугри.